# Oleg Korneïev
Pour les articles homonymes, voir Korneïev.
Oleg Korneïev ou Kornéïev est un joueur d'échecs russe puis espagnol né le 25 juillet 1969.
Au 1er septembre 2016, Korneïev est le numéro quatre espagnol avec un classement Elo de 2 581.

## Biographie et carrière
Grand maître international depuis 1995, Korneïev représente la fédération espagnole depuis 2012.
Il a représenté l'Espagne lors de l'Olympiade d'échecs de 2012 et du championnat d'Europe d'échecs des nations de 2013.

## Palmarès
Il a remporté six fois le tournoi de Elgoibar (en 1997, 1999, 2000, 2001, 2002, décembre 2005 et 2006).
Il fut également :
- premier ex æquo de l'open de Cappelle-la-Grande en 2004 ;
- vainqueur de l'open de Guernesey en octobre 2005 ;
- vainqueur de l'open de Casablanca en décembre 2005 ;
- premier ex æquo de l'open rapide de Villarrobledo 2006 ;
- vainqueur de l'open de Tilbourg en août 2006 ;
- vainqueur du Hit Open de Nova Gorica en 2013[4] ;
- premier ex æquo du mémorial Tchigorine à Saint-Pétersbourg en 2013.

Lors de la coupe du monde d'échecs 2005, il fut éliminé au deuxième tour par Sergueï Tiviakov.